# Jucuarán
Jucuarán es un distrito del municipio de Usulután Este en el departamento de Usulután, El Salvador. Según el censo oficial de 2024, tiene una población de 12,722 habitantes.

## Historia
El topónimo Ulua Shucualan significa Cerro de las Hormigas Garreadoras y del sufijo aran, caran=cerro, montaña, localidad.
La población es de origen precolombino ulúa, y para el año 1550 era habitado por unas 300 personas. Sufrió una embestida de piratas en 1682, que obligó a los moradores a huir del pueblo. A su retorno establecieron un nuevo asentamiento, aparte del original. De acuerdo a Pedro Cortés y Larraz, para 1770 pertenecía al curato de Ereguayquín. Ingresó al Partido de San Alejo en 1786, y para el 12 de junio de 1824 al departamento de San Miguel. Años después sería extinguido como municipio, y pasó a ser un cantón, pero su estatus fue restablecido y pasó a formar parte del departamento de Usulután. Para 1890 tenía 1.268 habitantes. Por Decreto Legislativo del 16 de septiembre de 1936, Jucuarán obtuvo el título de villa. 
En 1936, la municipalidad de Jucuarán solicitó al gobierno de Maximiliano Hernández Martínez para que se le autorice establecer una plaza pública en la playa El Espino de la Isla del Arco, usando para ello los impuestos de la tarifa de arbitrios municipal. En el 21 de diciembre de ese año, el gobierno accedió a la solicitud del municipio.
La villa de Jucuarán obtuvo el título de ciudad en 1997.

## Información general
El distrito tiene un área de 239,69 km², y la cabecera una altitud de 670 m s. n. m. Las fiestas patronales se celebran del 16 al 26 de julio en honor a Santa Ana, y las fiestas de romerías son del 24 de enero al 2 de febrero en honor a la Santísima Virgen de Candelaria. 
El topónimo ulúa Shulucán significa: "Cerro de las Hormigas Guerreadoras". A través del tiempo, ha sido conocido como Xocoara (1549), Xocorán (1577), y Jucuarán (1740, 1770 y 1807). Dentro de su circunscripción se encuentra la Playa El Espino, una de las más visitadas del país.

## Organización Territorial
Para su administración Jucuarán se encuentra dividido en 7 cantones y 76 caseríos. Siendo sus cantones:
1. El Jícaro
2. El Jutal
3. El Llano
4. El Zapote
5. La Cruz
6. El Progreso
7. Samuria

## Geografía
El distrito cubre un área de 239,69 km² lo que lo convierte en el segundo distrito de mayor tamaño del departamento, solo por detrás de Jiquilisco y la cabecera tiene una altitud de 675 m.s.n.m. Y se ubica en la cordillera de Jucuarán-Intipucá por lo que la mayor parte de su territorio es montañoso y con un clima levemente fresco.
| Noroeste: El Tránsito    | Norte: San Miguel    | Noreste: Chirilagua |
| Oeste: Concepción Batres |                      | Este: Chirilagua    |
| Suroeste: Usulután       | Sur: Océano Pacífico | Sureste: Chirilagua |

## Servicios Públicos

### Educación
De acuerdo a los datos del Ministerio de Educación correspondientes al año 2020, en el distrito de Jucuarán se encontraban 35 sedes educativas, todas ellas del sector público de las que solo 3 ofrecen educación media. Dado que la ciudad no cuenta con universidades, los recién graduados de educación media optan por estudiar en la Universidad Gerardo Barrios o la Universidad de El Salvador:
| Pos.                 | Código de Centro Educativo | Sede Educativa                                               | Tipo de Sede         | Zona                 | Estudiantes matriculados para 2020 |
| -------------------- | -------------------------- | ------------------------------------------------------------ | -------------------- | -------------------- | ---------------------------------- |
| 1                    | 12602                      | INSTITUTO NACIONAL DE JUCUARAN                               | Público              | Urbana               | 118                                |
| 2                    | 12606                      | CENTRO ESCOLAR "CASERIO EL PLANON, CANTON SAMURIA"           | Público              | Rural                | 57                                 |
| 3                    | 12611                      | CENTRO ESCOLAR "CANTON EL ALMENDRO"                          | Público              | Rural                | 160                                |
| 4                    | 12612                      | CENTRO ESCOLAR "CASERIO EL SALAMAR, CANTON EL LLANO"         | Público              | Rural                | 51                                 |
| 5                    | 12613                      | CENTRO ESCOLAR "CANTON LOS LLANITOS"                         | Público              | Rural                | 138                                |
| 6                    | 12614                      | CENTRO ESCOLAR "CANTON LA CABAÑA"                            | Público              | Rural                | 109                                |
| 7                    | 12617                      | COMPLEJO EDUCATIVO CANTÓN SAMURIA                            | Público              | Rural                | 292                                |
| 8                    | 12618                      | CENTRO ESCOLAR "CASERIO LA RINGLERA, CANTON EL JICARO"       | Público              | Rural                | 57                                 |
| 9                    | 12619                      | COMPLEJO EDUCATIVO CANTÓN EL ESPINO                          | Público              | Rural                | 399                                |
| 10                   | 12620                      | CENTRO ESCOLAR "DOCTOR ENRIQUE MAGAÑA MENENDEZ"              | Público              | Urbana               | 395                                |
| 11                   | 12621                      | CENTRO ESCOLAR "CANTON EL LLANO"                             | Público              | Rural                | 30                                 |
| 12                   | 60308                      | CENTRO ESCOLAR CASERÍO EL GUIRO, CANTÓN EL JICARO            | Privado              | Rural                | 34                                 |
| 13                   | 80077                      | CENTRO ESCOLAR CASERÍO COLONIA LA RINGLERA, CANTÓN EL JÍCARO | Público              | Rural                | 36                                 |
| 14                   | 80078                      | CENTRO ESCOLAR CASERIO LA BOCANITA, CANTÓN EL JICARO         | Público              | Rural                | 36                                 |
| 15                   | 80079                      | CENTRO ESCOLAR CASERÍO PUERTO CABALLO, CANTÓN EL JÍCARO      | Público              | Rural                | 166                                |
| 16                   | 80080                      | CENTRO ESCOLAR CASERÍO ARCOS DEL ESPINO, CANTÓN EL JÍCARO    | Público              | Rural                | 163                                |
| 17                   | 80082                      | CENTRO ESCOLAR CASERÍO EL CACAO, CANTÓN EL JUTAL             | Público              | Rural                | 24                                 |
| 18                   | 80083                      | CENTRO ESCOLAR CASERÍO EL ENCANTADO, CANTÓN EL JUTAL         | Público              | Rural                | 18                                 |
| 19                   | 80084                      | CENTRO ESCOLAR CASERÍO EL PORTILLO, CANTÓN EL JUTAL          | Público              | Rural                | 8                                  |
| 20                   | 80085                      | CENTRO ESCOLAR CASERÍO EL TEMPISCAL, CANTÓN EL ZAPOTE        | Público              | Rural                | 37                                 |
| 21                   | 80086                      | COMPLEJO EDUCATIVO "ALICIA CISNEROS DE ZELAYANDÍA"           | Público              | Rural                | 198                                |
| 22                   | 80087                      | CENTRO ESCOLAR CASERÍO LAS HUATERAS, CANTÓN EL ZAPOTE        | Público              | Rural                | 44                                 |
| 23                   | 80088                      | CENTRO ESCOLAR CASERÍO EL CARRIZAL, CANTÓN EL ZAPOTE         | Público              | Rural                | 77                                 |
| 24                   | 80089                      | CENTRO ESCOLAR CASERÍO EL GUAICUME, CANTÓN EL ZAPOTE         | Público              | Rural                | 14                                 |
| 25                   | 80090                      | CENTRO ESCOLAR CASERIO LAS FLORES, CANTÓN SAMURIA            | Público              | Rural                | 38                                 |
| 26                   | 80091                      | CENTRO ESCOLAR CASERÍO VALLE SECO, CANTÓN SAMURIA            | Público              | Rural                | 18                                 |
| 27                   | 80092                      | CENTRO ESCOLAR CASERIO LOS CONVENTOS, CANTÓN SAMURIA         | Público              | Rural                | 40                                 |
| 28                   | 80180                      | CENTRO ESCOLAR CASERIO AGUA FRIA, CANTÓN EL ZAPOTE           | Público              | Rural                | 54                                 |
| 29                   | 86198                      | CENTRO ESCOLAR CASERÍO QUEBRACHO, CANTÓN SAMURIA             | Público              | Rural                | 25                                 |
| 30                   | 86199                      | CENTRO ESCOLAR CASERÍO EL ALAMBRE, CANTÓN EL ZAPOTE          | Público              | Rural                | 94                                 |
| 31                   | 86200                      | CENTRO ESCOLAR CASERÍO SANTA LUCÍA, CANTÓN EL LLANO          | Público              | Rural                | 15                                 |
| 32                   | 86414                      | CENTRO ESCOLAR CASERÍO EL PLANTEL, CANTÓN EL ALMENDRO        | Público              | Rural                | 36                                 |
| 33                   | 86505                      | CENTRO ESCOLAR CASERÍO EL ESCONDIDO, CANTÓN SAMURIA          | Público              | Rural                | 26                                 |
| 34                   | 86506                      | CENTRO ESCOLAR CASERÍO EL BAJÍO, CANTÓN EL ZAPOTE            | Público              | Rural                | 70                                 |
| 35                   | 86507                      | CENTRO ESCOLAR CASERÍO EL TIANGUE, CANTÓN EL PROGRESO        | Público              | Rural                | 23                                 |
| Total de Estudiantes | Total de Estudiantes       | Total de Estudiantes                                         | Total de Estudiantes | Total de Estudiantes | 3,100                              |